# 约旦首相
约旦首相是約旦哈希姆王國的政府首脑。
首相由约旦国王任命，约旦国王可以自由组建自己的内阁，國民議會将以信任投票方式批准新政府方案。首相任期无宪法限制，有数位首相任过多届。